# Ермсдорф (комуна)
Ермсдорф (люксемб. Iermsdref, фр. Ermsdorf, нім. Ermsdorf) — комуна Люксембургу. Входить до складу кантону Дикірх в окрузі Дикірх.

## Географія
Площа території комуни складає 24,09 км² (34-е місце за цим показником серед 116 комун Люксембургу).
Висота найвищої точки комуни над рівнем моря становить 420 метрів (43-є місце за цим показником серед комун країни), найнижчої — 213 метрів (34-е місце).

## Демографія
Станом на 2011 рік на території комуни мешкало 1 018 ос.
Динаміка чисельності населення:

## Адміністративний поділ
До складу комуни входять такі поселення:
| Поселення   | Населення за даними переписів: | Населення за даними переписів: | Населення за даними переписів: |
| Поселення   | на 31.03.1981                  | на 01.03.1991                  | на 15.02.2001                  |
| ----------- | ------------------------------ | ------------------------------ | ------------------------------ |
| Еппельдорф  | 148                            | 146                            | 176                            |
| Ермсдорф    | 171                            | 197                            | 221                            |
| Фолькенданж | 18                             | 17                             | 20                             |
| Штеген      | 220                            | 283                            | 395                            |